# Dreiband-Weltmeisterschaft für Nationalmannschaften 1985

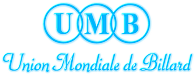
Logo UMB (ausrichtender Verband)

Die Dreiband-Weltmeisterschaft für Nationalmannschaften 1985 war die 2. Auflage dieses Turniers, das in der Billardvariante Dreiband ausgetragen wurde. Sie fand vom 4. bis zum 8. September 1985 in Bordeaux statt. Bis 1990 fand die WM noch unregelmäßig statt, danach jährlich.

## Spielmodus
Es nahmen wieder 6 Mannschaften am Turnier teil. Je Kontinent eine Mannschaft plus der Ausrichter. Jedes Team bestand aus zwei Spielern. Gespielt wurde in der Grundrunde (Gruppe A) jeder gegen jeden. In den Begegnungen spielte auch von jeder Mannschaft jeder gegen jeden. Nach der Grundrunde spielten die ersten drei der Tabelle (Gruppe B) um die Medaillen. Die letzten drei spielten um die Platzierungen (Gruppe C). Die Partiedistanz betrug 30 Points. 
Bei Punktegleichstand wird wie folgt gewertet:
1. Matchpunkte (MP)
2. Partiepunkte (PP)
3. Mannschafts-Generaldurchschnitt (MGD)

## Rekordjagd
Sieger wurde das Team aus Japan. Sixto Jáuregui aus Peru stellte den vom Argentinier Marcelo H. Lopez bei der Dreiband-Weltmeisterschaft 1964 im belgischen Ostende aufgestellten offiziellen Weltrekord von 15 Punkten in der Höchstserie (HS) ein, der dann von Japan um einen Punkt auf 16 verbessert wurde. Der Schwede Torbjörn Blomdahl konnte diesen Rekord erneut um einen Punkt auf den neuen Rekord von 17 Punkten verbessern.

## Teilnehmer
| Nation             | Gruppe | Spieler 1         | Spieler 2        |
| ------------------ | ------ | ----------------- | ---------------- |
| Ägypten            | A      | Mohammed Diab     | Mohsen Fouda     |
| Frankreich         | A      | Egidio Vierat     | Jean Marty       |
| Japan              | A      | Nobuaki Kobayashi | Junichi Komori   |
| Peru               | A      | Sixto Jáuregui    | Maximo Aguirre   |
| Schweden           | A      | Torbjörn Blomdahl | Lennart Blomdahl |
| Vereinigte Staaten | A      | Frank Torres      | Allen Gilbert    |

## Vorrunde
| Platz | Nation             | Sp. | G-U-V | MP   | PP    | Pkte | Aufn | MGD   | BEMD  | HS |
| ----- | ------------------ | --- | ----- | ---- | ----- | ---- | ---- | ----- | ----- | -- |
| 1     | Japan              | 5   | 4-1-0 | 9:1  | 32:8  | 582  | 474  | 1,228 | 1,538 | 11 |
| 2     | Schweden           | 5   | 3-1-1 | 7:3  | 21:19 | 538  | 558  | 0,964 | 1,155 | 7  |
| 3     | Vereinigte Staaten | 5   | 2-2-1 | 6:4  | 23:17 | 559  | 580  | 0,964 | 1,103 | 7  |
| 4     | Frankreich         | 5   | 1-3-1 | 5:5  | 22:18 | 513  | 557  | 0,921 | 1,071 | 9  |
| 5     | Peru               | 5   | 1-1-3 | 3:7  | 18:22 | 492  | 580  | 0,848 | 0,896 | 15 |
| 6     | Ägypten            | 5   | 0-0-5 | 0:10 | 4:36  | 357  | 587  | 0,608 | –     | 7  |

| Nation 1           | PP | Pkte | Aufn | MGD   | HS | Nation 2           | PP | Pkte | Aufn | MGD   | HS |
| ------------------ | -- | ---- | ---- | ----- | -- | ------------------ | -- | ---- | ---- | ----- | -- |
| Schweden           | 6  | 118  | 150  | 0,787 | 6  | Ägypten            | 2  | 84   | 150  | 0,560 | 5  |
| Frankreich         | 4  | 99   | 133  | 0,744 | 6  | Vereinigte Staaten | 4  | 118  | 133  | 0,887 | 5  |
| Japan              | 6  | 119  | 101  | 1,178 | 6  | Peru               | 2  | 93   | 101  | 0,921 | 8  |
| Schweden           | 6  | 119  | 103  | 1,155 | 7  | Peru               | 2  | 87   | 103  | 0,845 | 9  |
| Japan              | 4  | 108  | 97   | 1,113 | 6  | Vereinigte Staaten | 4  | 107  | 97   | 1,103 | 7  |
| Frankreich         | 8  | 120  | 112  | 1,071 | 7  | Ägypten            | 0  | 67   | 112  | 0,598 | 7  |
| Japan              | 8  | 120  | 78   | 1,538 | 11 | Ägypten            | 0  | 41   | 78   | 0,526 | 3  |
| Schweden           | 5  | 113  | 109  | 1,037 | 6  | Vereinigte Staaten | 3  | 101  | 109  | 0,927 | 6  |
| Frankreich         | 4  | 103  | 114  | 0,904 | 9  | Peru               | 4  | 102  | 114  | 0,895 | 15 |
| Vereinigte Staaten | 6  | 118  | 128  | 0,922 | 4  | Peru               | 2  | 90   | 128  | 0,703 | 5  |
| Vereinigte Staaten | 6  | 115  | 113  | 1,018 | 7  | Ägypten            | 2  | 79   | 113  | 0,699 | 4  |
| Peru               | 8  | 120  | 134  | 0,896 | 7  | Ägypten            | 0  | 86   | 134  | 0,642 | 5  |
| Japan              | 8  | 120  | 98   | 1,224 | 8  | Schweden           | 0  | 76   | 98   | 0,776 | 5  |
| Schweden           | 4  | 112  | 98   | 1,143 | 7  | Frankreich         | 4  | 95   | 98   | 0,969 | 6  |
| Japan              | 6  | 115  | 100  | 1,150 | 6  | Frankreich         | 2  | 96   | 100  | 0,960 | 7  |

## Platzierungsspiele

### Platz 4 bis 6
| Platz | Nation     | Sp. | G-U-V | MP  | PP   | Pkte | Aufn | MGD   | BEMD  | HS |
| ----- | ---------- | --- | ----- | --- | ---- | ---- | ---- | ----- | ----- | -- |
| 1     | Frankreich | 2   | 2-0-0 | 4:0 | 14:2 | 225  | 223  | 1,099 | 1,017 | 10 |
| 2     | Peru       | 2   | 1-0-1 | 2:2 | 8:8  | 193  | 246  | 0,785 | 0,780 | 8  |
| 3     | Ägypten    | 2   | 0-0-0 | 0:4 | 2:14 | 195  | 259  | 0,763 | –     | 7  |

| Nation 1   | PP | Pkte | Aufn | MGD   | HS | Nation 2 | PP | Pkte | Aufn | MGD   | HS |
| ---------- | -- | ---- | ---- | ----- | -- | -------- | -- | ---- | ---- | ----- | -- |
| Peru       | 6  | 110  | 141  | 0,780 | 8  | Ägypten  | 2  | 108  | 141  | 0,766 | 4  |
| Frankreich | 8  | 120  | 118  | 1,017 | 9  | Ägypten  | 0  | 87   | 118  | 0,737 | 7  |
| Frankreich | 6  | 105  | 105  | 1,000 | 10 | Peru     | 2  | 83   | 105  | 0,790 | 5  |

### Platz 1 bis 3
| Platz | Nation             | Sp. | G-U-V | MP  | PP   | Pkte | Aufn | MGD   | BEMD  | HS |
| ----- | ------------------ | --- | ----- | --- | ---- | ---- | ---- | ----- | ----- | -- |
| 1     | Japan              | 2   | 1-1-0 | 3:1 | 10:6 | 214  | 133  | 1,609 | 1,677 | 16 |
| 2     | Schweden           | 2   | 1-0-1 | 2:2 | 10:6 | 207  | 146  | 1,418 | 1,429 | 17 |
| 3     | Vereinigte Staaten | 2   | 0-1-1 | 1:3 | 4:12 | 186  | 155  | 1,200 | 1,380 | 7  |

| Nation 1 | PP | Pkte | Aufn | MGD   | HS | Nation 2           | PP | Pkte | Aufn | MGD   | HS |
| -------- | -- | ---- | ---- | ----- | -- | ------------------ | -- | ---- | ---- | ----- | -- |
| Schweden | 8  | 120  | 84   | 1,429 | 7  | Vereinigte Staaten | 0  | 88   | 84   | 1,048 | 7  |
| Japan    | 4  | 110  | 71   | 1,549 | 16 | Vereinigte Staaten | 4  | 98   | 71   | 1,380 | 7  |
| Japan    | 6  | 104  | 62   | 1,677 | 12 | Schweden           | 2  | 87   | 62   | 1,403 | 17 |

## Abschlusstabelle
| MP    | Match Punkte (Sieger = 2; Unentschieden = 1; Verlierer = 0) |
| SV    | Satzverhältnis (nur bei Turnieren im Satzsystem)            |
| Pkte. | Erzielte Karambolagen                                       |
| Aufn. | benötigte Aufnahmen                                         |
| GD    | Generaldurchschnitt                                         |
| MGD   | Mannschafts-Generaldurchschnitt                             |
| BED   | Bester Einzeldurchschnitt eines Spielers                    |
| BEMD  | Bester Einzeldurchschnitt einer Mannschaft                  |
| BSD   | Bester Satzdurchschnitt eines Spielers                      |
| HS    | Höchstserie                                                 |
| WRP   | Weltranglistenpunkte                                        |

| Platz | Nation             | SP | G-U-V | MP   | PP    | Pkt. | Aufn. | MGD   | BEMD  | HS |
| ----- | ------------------ | -- | ----- | ---- | ----- | ---- | ----- | ----- | ----- | -- |
| 1     | Japan              | 7  | 5-2-0 | 12:2 | 42:14 | 796  | 607   | 1,311 | 1,677 | 16 |
| 2     | Schweden           | 7  | 4-1-2 | 9:5  | 31:25 | 745  | 711   | 1,047 | 1,429 | 17 |
| 3     | Vereinigte Staaten | 7  | 2-3-2 | 7:7  | 27:29 | 745  | 735   | 1,013 | 1,380 | 7  |
| 4     | Frankreich         | 7  | 3-3-1 | 9:5  | 36:20 | 738  | 780   | 0,946 | 1,071 | 10 |
| 5     | Peru               | 7  | 2-1-4 | 5:9  | 26:30 | 685  | 826   | 0,829 | 0,896 | 15 |
| 6     | Ägypten            | 7  | 0-0-7 | 0:14 | 6:50  | 552  | 846   | 0,652 | –     | 7  |